# La via del grembiule - Lo yakuza casalingo
La via del grembiule - Lo yakuza casalingo (極主夫道?, Gokushufudō) è un manga scritto e disegnato da Kōsuke Ōno a partire dal 23 febbraio 2018 da Shinchosha su Kurage Bunch.
In Italia la serie viene pubblicata da Edizioni BD sotto l'etichetta J-Pop dal 1º luglio 2020.

## Trama
Tatsu, temuto capo della yakuza soprannominato Drago immortale, si innamora e decide di abbandonare le attività criminali per sposare Miku; poiché sua moglie lavora, per supportarla ricopre il ruolo di "marito casalingo". Tuttavia la nuova vita di Tatsu è complicata dalla sua apparenza minacciosa e da alcune persone appartenenti al suo passato.

## Personaggi
Tatsu (龍?)
Doppiato da: Kenjirō Tsuda nei video promozionali e nell'anime (ed. giapponese), Riccardo Scarafoni (ed. italiana); interpretato da: Hiroshi Tamaki nel dorama
Un ex capo della yakuza che applica l'abilità e l'intensità che possedeva come signore del crimine ai lavori domestici e ai compiti di marito casalingo.
Miku (美久?)
Doppiata da: Maaya Sakamoto nei video promozionali, Shizuka Itō  (ed. giapponese) e Francesca Manicone (ed. italiana) nell'anime; interpretata da: Haruna Kawaguchi nel dorama
Una designer concentrata sulla carriera con una forte etica del lavoro e la moglie di Tatsu. È segretamente un otaku. Nel dorama televisivo, Miku ha una figlia di nome Himawari (ひまわり?).
Masa (雅?)
Doppiato da: Ken'ichi Suzumura nei video promozionali, Kazuyuki Okitsu (ed. giapponese) e Paolo Vivio (ed. italiana) nell'anime; interpretato da: Jun Shison nel dorama
Un subalterno nella ex banda di Tatsu. Spesso viene inconsapevolmente ad assistere Tatsu nelle sue faccende e nelle sue commissioni.
Torajirō (虎二郎?)
Doppiato da: Yoshimasa Hosoya nei video promozionali e nell'anime; interpretato da: Kenichi Takitō nel dorama
Un ex capo della yakuza. Tatsu ha smantellato la sua banda mentre era in prigione e ora possiede un chiosco-furgone che vende crêpes.
Hibari Torii (酉井雲雀?)
Doppiata da: Atsuko Tanaka (ed. giapponese) e Michela Alborghetti (ed. italiana) nell'anime
Gin (銀?)
Doppiato da: MAO nell'anime
Giovane tenente della yakuza (むヤクザの若頭?, Mu yakuza no wakagashira)
Doppiato da: Jun Fukushima nell'anime
Presidentessa (の会長?)
Doppiata da: Kimiko Saitō nell'anime
Poliziotti (をする警官?, O suru keikan)
Doppiati da: Masashi Nogawa e Junichi Yanagita nell'anime
Ex capo della yakuza (組長のおやじ?, Kumichō no oyaji)
Doppiato da: Hōchū Ōtsuka nell'anime

## Media

### Manga
Il manga, scritto e disegnato da Kōsuke Ōno, viene serializzato dal 23 febbraio 2018 sulla rivista Kurage Bunch edita da Shinchosha. I vari capitoli vengono raccolti in volumi tankōbon dall'8 agosto 2018.
In Italia la serie viene pubblicata da Edizioni BD sotto l'etichetta J-Pop dal 1º luglio 2020. La traduzione dei testi è curata da Alessandro Colombo, mentre l'adattamento è curato da Matteo De Marzo.

#### Volumi
| 1  | 8 agosto 2018                           | ISBN 978-4-10-772104-4                                                      | 1º luglio 2020   | ISBN 978-88-349-0265-3                                                      |
| 1  | Capitoli - Capitoli 1-9 - Extra 1-3     |                                                                             |                  |                                                                             |
| 2  | 7 dicembre 2018                         | ISBN 978-4-10-772137-2                                                      | 9 settembre 2020 | ISBN 978-88-349-0344-5                                                      |
| 2  | Capitoli - Capitoli 10-18 - Extra 1-3   |                                                                             |                  |                                                                             |
| 3  | 8 giugno 2019                           | ISBN 978-4-10-772191-4                                                      | 25 novembre 2020 | ISBN 978-88-349-0399-5                                                      |
| 3  | Capitoli - Capitoli 19-27 - Extra 1-3   |                                                                             |                  |                                                                             |
| 4  | 9 dicembre 2019                         | ISBN 978-4-10-772238-6                                                      | 13 gennaio 2021  | ISBN 978-88-349-0464-0                                                      |
| 4  | Capitoli - Capitoli 28-36 - Extra 1-3   |                                                                             |                  |                                                                             |
| 5  | 9 giugno 2020                           | ISBN 978-4-10-772291-1                                                      | 24 marzo 2021    | ISBN 978-88-349-0542-5                                                      |
| 5  | Capitoli - Capitoli 37-45 - Extra 1-3   |                                                                             |                  |                                                                             |
| 6  | 9 novembre 2020                         | ISBN 978-4-10-772338-3                                                      | 19 maggio 2021   | ISBN 978-88-349-0624-8                                                      |
| 6  | Capitoli - Capitoli 46-54 - Extra 1-3   |                                                                             |                  |                                                                             |
| 7  | 9 marzo 2021                            | ISBN 978-4-10-772368-0                                                      | 25 agosto 2021   | ISBN 978-88-349-0722-1                                                      |
| 7  | Capitoli - Capitoli 55-63               |                                                                             |                  |                                                                             |
| 8  | 9 settembre 2021                        | ISBN 978-4-10-772419-9 (ed. regolare) ISBN 978-4-10-772420-5 (ed. limitata) | 30 marzo 2022    | ISBN 978-88-349-0916-4 (ed. regolare) ISBN 978-88-349-0928-7 (ed. limitata) |
| 8  | Capitoli - Capitoli 64-72 - Extra 1-3   |                                                                             |                  |                                                                             |
| 9  | 9 marzo 2022                            | ISBN 978-4-10-772482-3                                                      | 7 dicembre 2022  | ISBN 978-88-349-1823-4                                                      |
| 9  | Capitoli - Capitoli 73-81 - Extra 1-4   |                                                                             |                  |                                                                             |
| 10 | 7 luglio 2022                           | ISBN 978-4-10-772516-5                                                      | 19 luglio 2023   | ISBN 978-88-349-2051-0                                                      |
| 10 | Capitoli - Capitoli 82-90 - Extra 1-3   |                                                                             |                  |                                                                             |
| 11 | 7 gennaio 2023                          | ISBN 978-4-10-772562-2                                                      | 6 dicembre 2023  | ISBN 978-88-349-1312-3                                                      |
| 11 | Capitoli - Capitoli 91-99 - Extra 1-3   |                                                                             |                  |                                                                             |
| 12 | 7 luglio 2023                           | ISBN 978-4-10-772619-3                                                      | 22 maggio 2024   | ISBN 978-88-349-2564-5                                                      |
| 12 | Capitoli - Capitoli 100-108 - Extra 1-3 |                                                                             |                  |                                                                             |
| 13 | 8 dicembre 2023                         | ISBN 978-4-10-772672-8                                                      | 11 dicembre 2024 | ISBN 978-88-349-3064-9                                                      |
| 13 | Capitoli - Capitoli 109-117 - Extra 1-3 |                                                                             |                  |                                                                             |
| 14 | 9 maggio 2024                           | ISBN 978-4-10-772714-5                                                      | 9 luglio 2025    | ISBN 978-88-349-3360-2                                                      |
| 14 | Capitoli - Capitoli 118-126 - Extra 1-3 |                                                                             |                  |                                                                             |
| 15 | 8 gennaio 2025                          | ISBN 978-4-10-772788-6                                                      | —                | —                                                                           |
| 15 | Capitoli - Capitoli 127-135 - Extra 1-4 |                                                                             |                  |                                                                             |
| 16 | 9 ottobre 2025                          | ISBN 978-4-10-772878-4                                                      | —                | —                                                                           |

#### Video promozionali
Sono stati prodotti cinque motion comic in movimento per promuovere l'uscita dei volumi tankōbon della serie. I video presentano Kenjirō Tsuda come voce di Tatsu, Ken'ichi Suzumura come voce di Masa, Yoshimasa Hosoya come voce di Torajiro e Subaru Kimura come voce di G-Goda.
Nel dicembre 2019, è stato prodotto un video promozionale live-action che adatta le scene de La via del grembiule per commemorare la serie che ha raggiunto 1,2 milioni di copie stampate. Il video vede Tsuda che riprende il suo ruolo di Tatsu e Maaya Sakamoto come Miku, ed è co-diretto da Tsuda e Hayato Yazaki.

### Dorama
L'8 luglio 2020, Nippon Television ha annunciato che avrebbe adattato La via del grembiule in un dorama live-action, che è stato trasmesso in Giappone sulla stessa rete dall'11 ottobre al 13 dicembre 2020. La serie vede Hiroshi Tamaki nel ruolo di Tatsu, è stata prodotta da FINE Entertainment, diretta da Toichiro Ruto e sceneggiata da Manabu Uda.
Un breve dorama spin-off intitolato 3-nen Tatsu-gumi: Gokushufu-sensei è stato trasmesso sullo stesso canale dall'8 novembre al 13 dicembre 2020 per un totale di 6 episodi. La serie reinventa il protagonista Tatsu come supplente di un'insegnante di economia domestica in congedo per maternità.

#### Episodi
| Nº | Titolo italiano (traduzione letterale) Giapponese 「Kanji」 - Rōmaji | In onda          | In onda |
| Nº | Titolo italiano (traduzione letterale) Giapponese 「Kanji」 - Rōmaji | Giapponese       |         |
| 1  | Il leggendario yakuza dedica la propria vita alle faccende domestiche! 「伝説の極道が家事に命をかける 仁義なきヒューマン任俠コメディ」 - Densetsu no gokudō ga kaji ni inochiwokakeru jingi naki Hyūman ninkyō Komedi | 11 ottobre 2020  |         |
| 2  | Dolci scontri senza moralità! 「玉木宏が元極道の専業主夫に！ 仁義なきスイーツ対決&主婦抗爭！」 - Tamaki hiroshi ga moto gokudō no sengyō shufu ni! Jingi naki suītsu taiketsu & shufu kō 爭 !                         | 18 ottobre 2020  |         |
| 3  | Il più forte dei mariti entra nella AGI?! 「最強主夫がPTAに入門!? ハロウィンに仮裝カチコミ！」 - Saikyō shufu ga PTA ni nyūmon!? Harōwin ni kari 裝 kachikomi!                                                        | 25 ottobre 2020  |         |
| 4  | Problemi in famiglia?! 「両親がガサ入れ!? 不死身のキャッチボール&夫婦の結婚秘話」 - Ryōshin ga gasa-ire!? Fujimi no kyatchibōru & fūfu no kekkon hiwa                                                                 | 1º novembre 2020 |         |
| 5  | Prendere una decisione 「知られざる夫婦の結婚秘話! 最後まで見逃さないでください」 - Shira rezaru fūfu no kekkon hiwa! Saigomade minogasanaide kudasai                                                                 | 8 novembre 2020  |         |
| 6  | Il discepolo del più forte dei casalinghi! 「最強主夫に弟子入り! スパルタ家事修業&デートにカチコミ!」 - Saikyō shufu ni deshiiri! Suparuta kaji shūgyō & Dēto ni kachikomi!                                           | 15 novembre 2020 |         |
| 7  | Caccia al tesoro 「オタク愛が爆発! フィギュア抗爭! まさかの大失態で大奔走!」 - Otaku ai ga bakuhatsu! Figyua kō 爭 ! Masakano dai shittai de dai honsō!                                                               | 22 novembre 2020 |         |
| 8  | L'attacco della Sweet Gang! 「絶體絶命! スイーツギャング襲來&婦人會の最強ラスボス參戦」 - Ze~tsu體絶 Inochi! Suītsugyangu kasane 來 & Fujin 會 no saikyō Rasu Bosu 參戦                                               | 29 novembre 2020 |         |
| 9  | Il (finto) rapimento di Himawari 「ついにクライマックス! 愛する娘が失蹤…家族崩壊の危機!?」 - Tsuini kuraimakkusu! Aisuru musume ga shitsu 蹤 … Kazoku hōkai no kiki!?                                                 | 6 dicembre 2020  |         |
| 10 | Grazie Tatsu... Addio Tatsu... 「ありがとう龍… さようなら龍… 笑いと涙の最後のカチコミ!」 - Arigatō ryū… sayōnara ryū… warai to namida no saigo no kachikomi!                                                          | 13 dicembre 2020 |         |

#### Film
La serie è adattata in un film live-action durante l'estate 2022. La pellicola vede il ritorno di Toichiro Ruto alla regia e della maggior parte dei membri del cast del dorama televisivo. Il film è stato distribuito in Giappone il 3 giugno 2022.

### Anime
Al Netflix Anime Festival tenutosi il 26 ottobre 2020, è stato annunciato un adattamento ONA della serie. La serie è stata pubblicata su Netflix l'8 aprile 2021 per un totale di cinque episodi, è stata prodotta dallo studio d'animazione J.C.Staff e diretta da Chiaki Kon e con la sceneggiatura a cura di Susumu Yamakawa. Il doppiatore Kenjirō Tsuda, che aveva già prestato la voce al protagonista Tatsu in alcuni video promozionali, è tornato a ricoprire il medesimo ruolo.
Una seconda parte è stata annunciata il 9 aprile 2021. Quest'ultima è uscita il 7 ottobre 2021. La sigla d'apertura della seconda parte è Chef no michi mentre quella di chiusura è Gokushufukaidō, entrambe cantate dal gruppo Uchikubigokumon-Dōkōkai.
Una seconda stagione è stata annunciata durante il Netflix Tudum Japan tenutosi il 25 settembre 2022. È stata pubblicata il 1º gennaio 2023.
In Italia sia la prima che la seconda stagione sono state pubblicate su Netflix doppiate in italiano. Il doppiaggio italiano è stato curato da VSI Rome di Roma sotto la direzione di Davide Capone. L'adattamento dei dialoghi dell'edizione italiana è stato effettuato da Mauro Pelliccioni.

#### Episodi

##### Prima stagione
| Nº serie                  | Nº | Titolo italiano Giapponese 「Kanji」 - Rōmaji | In onda        | In onda        |
| Nº serie                  | Nº | Titolo italiano Giapponese 「Kanji」 - Rōmaji | Giapponese     | Italiano       |
| Prima parte (5 episodi)   |    | |                |                |
| 1                         | 1  | Episodio 1 「第1話」 - Dai 1-wa | 8 aprile 2021  | 8 aprile 2021  |
| 1                         | 1  | Miku si precipita al lavoro ma dimentica il suo bentō. Tatsu rintraccia un Blu-ray delle Policure per il compleanno di Miku. Gin fa una passeggiata nel quartiere.                                   |                |                |
| 2                         | 2  | Episodio 2 「第2話」 - Dai 2-wa | 8 aprile 2021  | 8 aprile 2021  |
| 2                         | 2  | Masa si rende conto che le casalinghe e i casalinghi hanno molto in comune con la yakuza. Tatsu prende una lezione di yoga e si diverte molto.                                                       |                |                |
| 3                         | 3  | Episodio 3 「第3話」 - Dai 3-wa | 8 aprile 2021  | 8 aprile 2021  |
| 3                         | 3  | Tatsu e Masa si imbattono in Torajiro, un ex gangster che ora gestisce un camion di crêpe. I poliziotti iniziano a sospettare del giardino di erbe aromatiche di Tatsu.                              |                |                |
| 4                         | 4  | Episodio 4 「第4話」 - Dai 4-wa | 8 aprile 2021  | 8 aprile 2021  |
| 4                         | 4  | Il padre di Miku cerca di legare con Tatsu per un gioco di cattura. Uno scarafaggio si infiltra nell'appartamento. L'immortale Claus si ferma a una festa di Natale per bambini.                     |                |                |
| 5                         | 5  | Episodio 5 「第5話」 - Dai 5-wa | 8 aprile 2021  | 8 aprile 2021  |
| 5                         | 5  | Tatsu trova un lavoro part-time in un bar. Successivamente si imbatte nella moglie di un capo della yakuza deceduto, che ora lavora al supermercato. Alla fine si festeggia il compleanno di Tatsu.  |                |                |
| Seconda parte (5 episodi) |    | |                |                |
| 6                         | 6  | Episodio 6 「第6話」 - Dai 6-wa | 7 ottobre 2021 | 7 ottobre 2021 |
| 6                         | 6  | Mentre è al centro commerciale, Tatsu assiste a uno spettacolo dal vivo delle Policure. Più tardi, va ad un appuntamento con Miku in un parco di divertimenti, poi fa una gita in spiaggia.          |                |                |
| 7                         | 7  | Episodio 7 「第7話」 - Dai 7-wa | 7 ottobre 2021 | 7 ottobre 2021 |
| 7                         | 7  | Torajiro contatta Tatsu per alcune informazioni a livello stradale sull'ultima mania: il tè con latte e tapioca. Tatsu porta Masa a fare un giro in un negozio in cui tutto viene venduto a 100 yen. |                |                |
| 8                         | 8  | Episodio 8 「第8話」 - Dai 8-wa | 7 ottobre 2021 | 7 ottobre 2021 |
| 8                         | 8  | Tatsu viene trascinato in una battaglia rap, quindi partecipa a una gara di costumi di Halloween con Miku. Successivamente la situazione inizia a scaldarsi all'interno di un ristorante a buffet.   |                |                |
| 9                         | 9  | Episodio 9 「第9話」 - Dai 9-wa | 7 ottobre 2021 | 7 ottobre 2021 |
| 9                         | 9  | Segue una battaglia all'interno del corpo di Tatsu quando prende la febbre. Masa si ferma per festeggiare il Capodanno. In una lezione di cucina, Tatsu mostra l'importanza di metterci il cuore.    |                |                |
| 10                        | 10 | Episodio 10 「第10話」 - Dai 10-wa | 7 ottobre 2021 | 7 ottobre 2021 |
| 10                        | 10 | Per acquistare a Miku un DVD delle Policure in edizione limitata, Tatsu deve memorizzare un confuso slogan del codice sconto. Tatsu e Miku fanno poi i dog sitter; Gin fa un'altra passeggiata.      |                |                |

##### Seconda stagione
| Nº serie | Nº | Titolo italiano Giapponese 「Kanji」 - Rōmaji | In onda         | In onda         |
| Nº serie | Nº | Titolo italiano Giapponese 「Kanji」 - Rōmaji | Giapponese      | Italiano        |
| 11       | 1  | Episodio 1 「第1話」 - Dai 1-wa | 1º gennaio 2023 | 1º gennaio 2023 |
| 11       | 1  | Miku tenta di farsi strada attraverso una grande pila di pasticcini, mentre Tatsu si mostra incapace di fronte a un tifone. Successivamente, Tatsu, Miku e Masa organizzano un campeggio insieme.                                          |                 |                 |
| 12       | 2  | Episodio 2 「第2話」 - Dai 2-wa | 1º gennaio 2023 | 1º gennaio 2023 |
| 12       | 2  | Durante una riunione dei leader dei gruppi femminili, Tatsu viene intimidito. Nel frattempo, Gokudon visita una bambina ricoverata in ospedale, mentre Miku trova Tatsu svenuto sul pavimento.                                             |                 |                 |
| 13       | 3  | Episodio 3 「第3話」 - Dai 3-wa | 1º gennaio 2023 | 1º gennaio 2023 |
| 13       | 3  | Torajiro si confronta con una rivale insospettabile: sua sorella. Mentre nevica, Tatsu, Miku e Masa si preparano con i popcorn ma faticano a scegliere quale DVD guardare.                                                                 |                 |                 |
| 14       | 4  | Episodio 4 「第4話」 - Dai 4-wa | 1º gennaio 2023 | 1º gennaio 2023 |
| 14       | 4  | Tatsu offre a Miku consigli su come giocare a golf. Un gruppo di ragazzi dall'aspetto minaccioso penetra nel bosco, mentre i protagonisti faticano a sopportare il caldo estivo.                                                           |                 |                 |
| 15       | 5  | Episodio 5 「第5話」 - Dai 5-wa | 1º gennaio 2023 | 1º gennaio 2023 |
| 15       | 5  | La piccola Suzu rifiuta di mangiare le verdure. In un contesto diverso, viene spiegato che per eliminare efficacemente le erbacce è necessario estirparle dalle radici. Infine, Tatsu e Torajiro si trovano a litigare con alcuni insetti. |                 |                 |

#### Serie live action
Il 29 luglio 2021, Netflix ha annunciato un ulteriore adattamento, L'ingegno dello yakuza casalingo, il quale è stato pubblicato il 29 agosto successivo. Kenjirō Tsuda, il quale in precedenza aveva doppiato Tatsu nell'adattamento anime e nei video promozionali del manga, interpreta sé stesso. Una seconda stagione è uscita il 7 ottobre 2021.
| n° | Titolo      | Pubblicazione  |
| -- | ----------- | -------------- |
| 1  | Episodio 1  | 29 agosto 2021 |
| 2  | Episodio 2  | 29 agosto 2021 |
| 3  | Episodio 3  | 29 agosto 2021 |
| 4  | Episodio 4  | 29 agosto 2021 |
| 5  | Episodio 5  | 29 agosto 2021 |
| 6  | Episodio 6  | 7 ottobre 2021 |
| 7  | Episodio 7  | 7 ottobre 2021 |
| 8  | Episodio 8  | 7 ottobre 2021 |
| 9  | Episodio 9  | 7 ottobre 2021 |
| 10 | Episodio 10 | 7 ottobre 2021 |

## Accoglienza

### Critica
La via del grembiule è stato accolto positivamente dalla critica. Analizzando il primo volume della serie Julie Lee di Polygon, lo ha definito come "la miscela perfetta di commedia e azione" e "un simpatico, sciocco manga stimolante". Faye Hopper di Anime News Network gli ha assegnato 4,5 su 5 stelle, definendolo "sicuro ed esperto, con splendide illustrazioni e un tempismo comico perfetto". Al contrario, Reuben Baron di Comic Book Resources ha riassunto la serie come se avesse una "premessa carina, ma senza molta varietà", anche se ha offerto lodi per la qualità dei disegni.
La serie si è classificata all'ottavo posto in un sondaggio condotto da AnimeJapan chiamato "Most Wanted Anime Adaptation", ovvero l'adattamento anime più desiderato.
Lucia Lasorsa di MangaForever ha recensito la prima parte dell'anime trovandola una serie scanzonata, ironica, divertente e decisamente atipica dove il suo fulcro comico risiede nell'abisso che separa la vita di uno yakuza leggendario da quella di casalingo completamente devoto a sua moglie che decide di intraprendere una volta abbandonata la vecchia strada.

### Vendite
Al dicembre 2019 la serie ha venduto 1,2 milioni di copie. Nella classifica di vendita di Oricon, il primo volume ha raggiunto le 95 637 copie vendute a settembre 2018, mentre il secondo numero è arrivato a 143 051 a gennaio 2019. Nel settembre 2019, il primo volume dell'edizione inglese è stato inserito al sedicesimo posto tra le graphic novel per adulti più vendute di Nielsen BookScan.

### Premi
| Anno | Premio                                                     | Categoria                          | Risultato            |
| ---- | ---------------------------------------------------------- | ---------------------------------- | -------------------- |
| 2018 | Pixiv Comic Ranking                                        | Miglior serie complessiva          | Vinto                |
| 2018 | Pixiv Comic Ranking                                        | Miglior serie complessiva          | Vinto                |
| 2018 | Tsugi ni Kuru Manga Awards                                 | Miglior serie web manga            | Secondo classificato |
| 2018 | Web Manga General Election                                 | Classifica annuale                 | Nono classificato    |
| 2018 | Nationwide Bookstore Employees' Recommended Comics of 2018 | Classifica annuale                 | Secondo classificato |
| 2019 | Kono manga ga sugoi!                                       | Miglior serie per lettori maschili | Ottavo classificato  |
| 2020 | Eisner Awards                                              | Miglior pubblicazione umoristica   | Vinto                |